# 猶他猛獁象
猶他猛獁隊是一支主場位於美國鹽湖城達美航空中心的職業冰球隊，成立於2024年。同年加入國家冰球聯盟，並且是西部聯盟中央分區的一員。猶他猛獁象的主場球館與美國國家籃球協會的猶他爵士一致，即兩者共用一個球館。